# Chapo Trap House

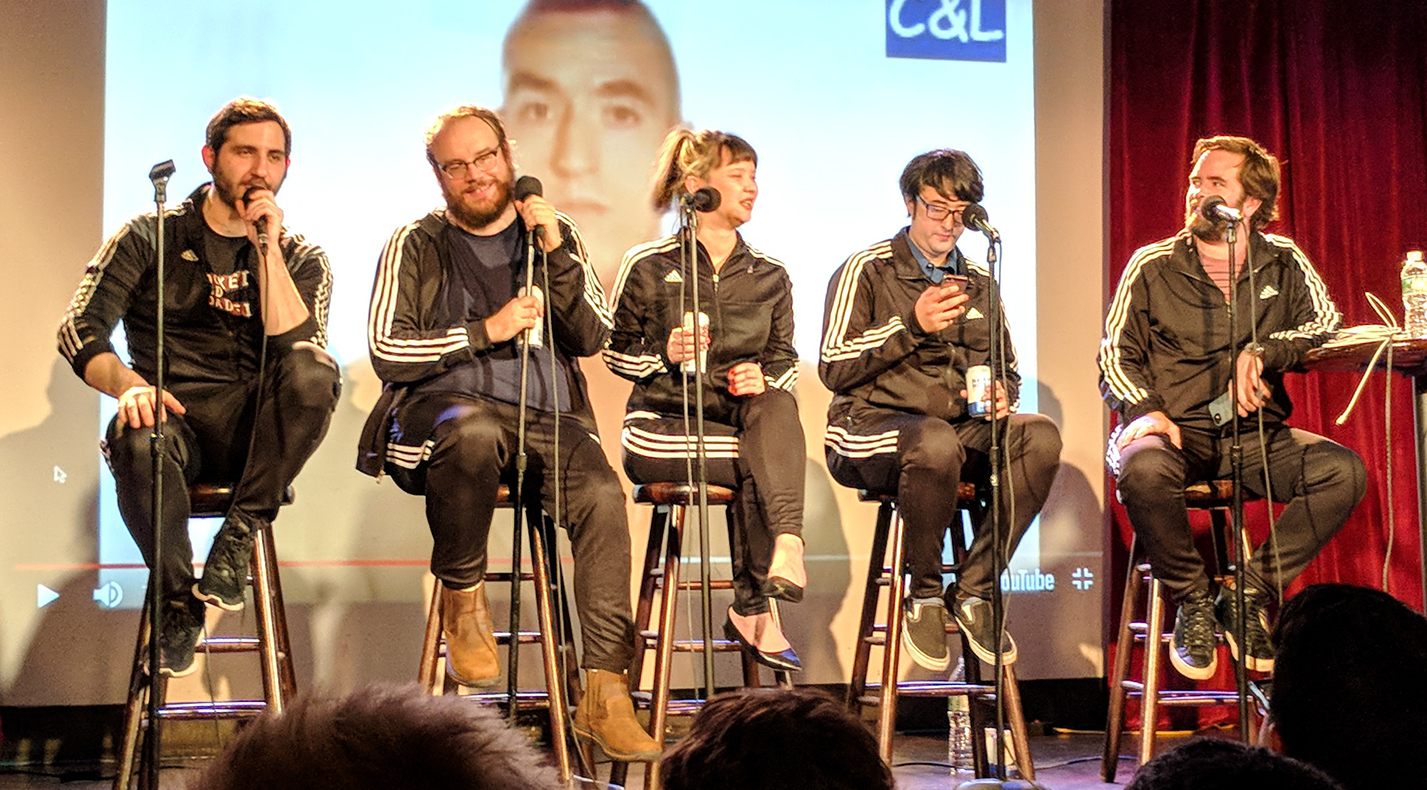
Registrazione di un episodio live nel 2017

Chapo Trap House è un podcast politico di sinistra che ha ottenuto grande popolarità durante il ciclo delle elezioni presidenziali degli Stati Uniti nel 2016. Presentato da Will Menaker, Felix Biederman e Matt Christman, il podcast si caratterizza per il suo approccio irriverente e umoristico nel dissezionare gli eventi attuali e criticare la politica mainstream.
Il nome del podcast, "Chapo Trap House", è un riferimento satirico al noto signore della droga Joaquín "El Chapo" Guzmán e al genere della "trap music". Gli ospiti utilizzano una combinazione di acuta analisi politica, riferimenti alla cultura pop e sarcasmo per esplorare argomenti che spaziano dal neoliberalismo e dal capitalismo alla politica identitaria, alla critica dei media, alla politica estera americana e alle questioni di giustizia sociale.
Chapo Trap House è associato al più ampio movimento della "Dirtbag Left", caratterizzato dalla sua opposizione alla politica di establishment, ai media e al liberalismo mainstream. Il podcast ha una base di fan dedicata e coinvolta ed è diventato influente nel plasmare il discorso di sinistra e la cultura di internet.
Sebbene Chapo Trap House abbia ricevuto elogi per le sue incisive critiche del panorama politico e per la sua capacità di comunicare idee complesse in modo accessibile, ha anche affrontato critiche per il suo approccio a volte caustico e controverso.

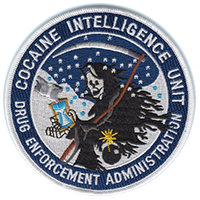
Il logo del podcast, una parodia della Central Intelligence Agency e della Drug Enforcement Administration

Oltre ai conduttori regolari, Chapo Trap House ha ospitato una vasta gamma di ospiti nel suo podcast, tra cui personaggi noti nel campo della politica, dell'accademia e dell'attivismo. Tra i prominenti ospiti che sono apparsi nello spettacolo ci sono Bernie Sanders, Yanis Varoufakis e il filosofo Slavoj Žižek.